# Diecezja Agen
Diecezja Agen (łac. Diœcesis Agennensis) – diecezja Kościoła rzymskokatolickiego w południowo-zachodniej Francji, w metropolii Bordeaux. Powstała w IV wieku, obecny kształt terytorialny uzyskała w roku 1822.

## Główne świątynie
- Katedra: Katedra św. Kaprazjusza w Agen
- Bazylika mniejsza: Bazylika Najświętszej Maryi Panny w Bon-Encontre

## Biskupi
- biskup diecezjalny: Alexandre de Bucy (od 2024)